# Tossal dels Cigalons
El Tossal dels Cigalons és una zona situada a l'extrem oest de la ciutat de Manresa que presenta un desnivell de quasi 40 metres entre el barri de la Plaça Catalunya i el riu Cardener a la zona del Pont Nou, que data del segle xiv.
El topònim es remunta a l'edat mitjana i ja es pot trobar en un document del 1279 que esmenta una compravenda de terrenys en un lloc denominat els cigalons, de manera que faria referència a la presència de cigales petites en aquest indret. El nom ha passat a ser de coneixement generalitzat arran de la urbanització d'aquesta zona. Llargament demanada des de l'Associació de Veïns, aquest procés d'urbanització va començar quan l'any 2001 es va signar el conveni d'urbanització d'una part important d'aquest Tossal que permetia la construcció de 300 pisos i la reserva 4.600 metres quadrats per a equipaments i, 17.400 metres quadrats, per a vials i zones verdes. Los obres van començar l'any 2005, però la crisi de la construcció del 2008 va deixar (momentàniament?) inacabades moltes de les edificacions planejades.